# Spinicaudata
Die Spinicaudata stellen eine Ordnung oder Unterordnung der Krallenschwänze (Onychura) innerhalb der Kiemenfußkrebse (Branchiopoda) dar. Weltweit sind etwa 180 Arten der Spinicaudata bekannt.
Spinicaudaten leben vor allem am Boden und im Schlamm von Kleingewässern, die regelmäßig austrocknen.

## Bau der Spinicaudata
Spinicaudaten erreichen meist Körperlängen von über 10 Millimetern. Wie fast alle Angehörigen der Krallenschwänze ist der Körper der Tiere von einer zweiklappigen Schale (Carapax) umgeben, aus der nur die zu Schwimmbeinen entwickelten 2. Antennen sowie ein kleiner Teil des letzten Segments (Telson) hervorschauen. Auffällig sind die Häutungsstreifen auf der Schale, die dadurch entstehen, dass der Carapax nicht mit dem restlichen Körper gehäutet wird. Zusammengehalten wird die Schale von einem kräftigen Schließmuskel. Der kurze Körper der Tiere ist nur am Hinterkopf mit dem Carapax verwachsen.
Der Körper der Spinicaudata besteht aus maximal 32 Segmenten. Jedes Segment trägt ein Paar Blattbeine, deren ursprünglicher gegliederter Aufbau nur noch schwer zu erkennen ist. Durch den Ruderschlag der Beine wird ein Wasserstrom erzeugt, der sauerstoff- und nahrungsreiches Wasser in die zentral gelegene Nahrungsrinne und zu den Kiemen transportiert. Nahrungspartikel werden über Borsten ausgefiltert und nach vorn zur Mundöffnung transportiert.
Die 1. Antenne ist beweglich und meist fingerförmig und mit einer langen Sinnensborste ausgestattet, die 2. Antenne ist sehr kräftig und zweiästig und dient als Schwimmbein. Aus diesem Grund trägt sie außerdem zahlreiche Schwimmborsten. Alle Spinicaudaten besitzen en Paar Facettenaugen.

## Fortpflanzung und Entwicklung
Die Fortpflanzung kann bei einigen Arten der Spinicaudata parthenogenetisch sein, überwiegend ist sie jedoch zweigeschlechtlich. Bei den Männchen sind die ersten beiden Blattbeine zu Greiforganen umgewandelt, mit denen sie die Weibchen zur Kopulation festhalten können.
Das Weibchen befestigt die Eier in großen Eiballen an den 9. bis 12. Beinpaaren und entlässt sie bei der nächstfolgenden Häutung. Die Eier sind trockenresistent und können im trockenen Boden einige Zeit überleben. Aus den Eiern schlüpfen Naupliuslarven, die über mehrere Häutungen die Merkmale der Erwachsenen erhalten.

## Systematik der Spinicaudata
Die Spinicaudata wurden früher gemeinsam mit den Laevicaudata zu den Muschelschalern (Conchostraca) zusammengefasst, diese Gruppe stellt jedoch mit hoher Wahrscheinlichkeit keine natürliche Einheit dar. Die früher zugehörige Art Cyclestheria hislopi wurde aus den Spinicaudata ausgelagert, sie bildet nach neueren Erkenntnissen stattdessen die Schwestergruppe der Cladocera, das gemeinsame Taxon wurde Cladoceromorpha benannt.
Die Spinicaudata enthalten die folgenden Familien:
- Leptestheriidae mit drei Gattungen (in Mitteleuropa beispielsweise Leptestheria dahalacensis)
- Cyzicidae mit den beiden Gattungen Cyzicus und Ozestheria (in Mitteleuropa beispielsweise Cyzicus tetracerus)
- Eocyzicidae mit einer Gattung Eocyzicus (eine weitere ist taxonomisch ungeklärt)
- Limnadiidae mit neun Gattungen (in Mitteleuropa beispielsweise Limnadia lenticularis)